# Arsenio Halfhuid
Arsenio Amerencio Halfhuid (Voorburg, 9 november 1991) is een Nederlands-Surinaams voormalig betaald voetballer die als verdediger en middenvelder uitkwam.

## Clubcarrière
Halfhuid begon bij RVC Rijswijk en speelde in de jeugdopleiding bij ADO Den Haag, Feyenoord en SBV Excelsior voor hij in januari 2009 aangetrokken werd door het Engelse Aston Villa. Daar speelde hij ook in de jeugd en werd een aanvaller.
Begin 2011 werd hij tot het einde van het seizoen 2010/11 aan FC Volendam verhuurd waarvoor hij in tien wedstrijden eenmaal scoorde. Nadat Halfhuid geen overeenstemming kon bereiken met FC Oss, ging hij in het seizoen 2011/12 in de Topklasse bij de amateurs van HBS-Craeyenhout spelen. Hij speelde één wedstrijd voor deze club waarbij hij scoorde.
Op 31 januari 2012 werd bekend dat Halfhuid bij eerste divisionist FC Emmen gaat spelen. Een dag later was de deal rond. Hij speelde zeven wedstrijden voor deze club, maar kon niet verhinderen dat ze op de laatste plaats eindigden.
Hij speelde in juli 2012 op proef bij AGOVV Apeldoorn met de kans een contract te krijgen. Hierna kreeg hij echter geen profcontract meer en speelde hij nog in het amateurvoetbal voor Haaglandia, OFC en SV DSO.
Halfhuid is een neef van oud-profvoetballer Kenneth Monkou.